# Суань-ни

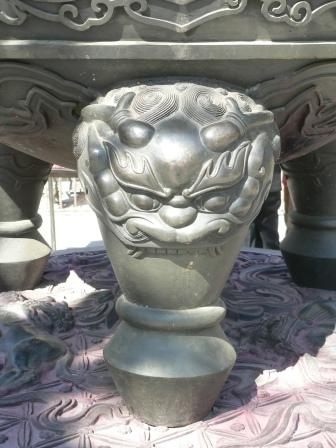
Кадильница в виде головы Суань-ни

Суань-ни (кит. 狻猊) — отважное и сильное существо, похожее на льва, в китайской мифологии. Согласно традиции, представленной в книге «Шэнъань вайцзи» (升庵外集) поэта Ян Шэня (1488—1559), является восьмым из девяти сынов дракона. В книге Ляо Джая (1622—1715) приводится иллюстрация, где Суань-ни представлен короткошёрстным зверем размером превосходящим слона, с пушистым хвостом и длинными клыками и когтями. В тексте к рисунку рассказывается история охотника, который будто бы видел как Суань-ни напал на слона.

## Суань-ни в китайском искусстве
Так как одна из особенностей характера Суань-ни предпочитать позицию наблюдателя всем остальным, то в китайском искусстве его изваяния обычно помещают сидящими у ног Будды или бодхисатвы. Также он любит смотреть на пламя и может извергать огонь. Поэтому изображения Суань-ни можно ещё встретить на курительницах.

## Суань-ни в литературе
- В китайском романе XIV века «Речные заводи», основанном на народных сказаниях, один из его героев, Дэн Фэй, носит прозвище «Суань-ни с огненными (красными) очами» (火眼狻猊).
- В китайском романе XVI века «Путешествие на Запад» Суань-ни один из потомков чудовища Цзю-лин-вэй-кана (Jiulingweikang).

## Интерпретации
Иногда облик Суань-ни сравнивается с реально существующими хищниками последнего ледникового периода: пещерным львом и саблезубым тигром, которые могли послужить прототипами этого мифического создания.